# Lago Maulazzo
Il lago Maulazzo (o Maullazzo) è un bacino artificiale di circa 5 ettari, situato nel Parco dei Nebrodi, alle pendici del Monte Soro. Ricade nel comune di Alcara Li Fusi (città metropolitana di Messina, Sicilia).
Fu realizzato intorno agli anni ottanta del XX secolo dal Corpo forestale della Regione siciliana. Situato nella faggeta detta Sollazzo Verde, il lago è meta di molti turisti, specialmente nei periodi festivi.

## Infrastrutture e trasporti
Lo specchio d'acqua è raggiungibile da Alcara Li Fusi, tramite un percorso stradale di circa 15 km, nonché per mezzo della strada statale 289 di Cesarò, dalla quale, all'altezza di Portella Femmina Morta, si innesta la strada di congiungimento con il Monte Soro.

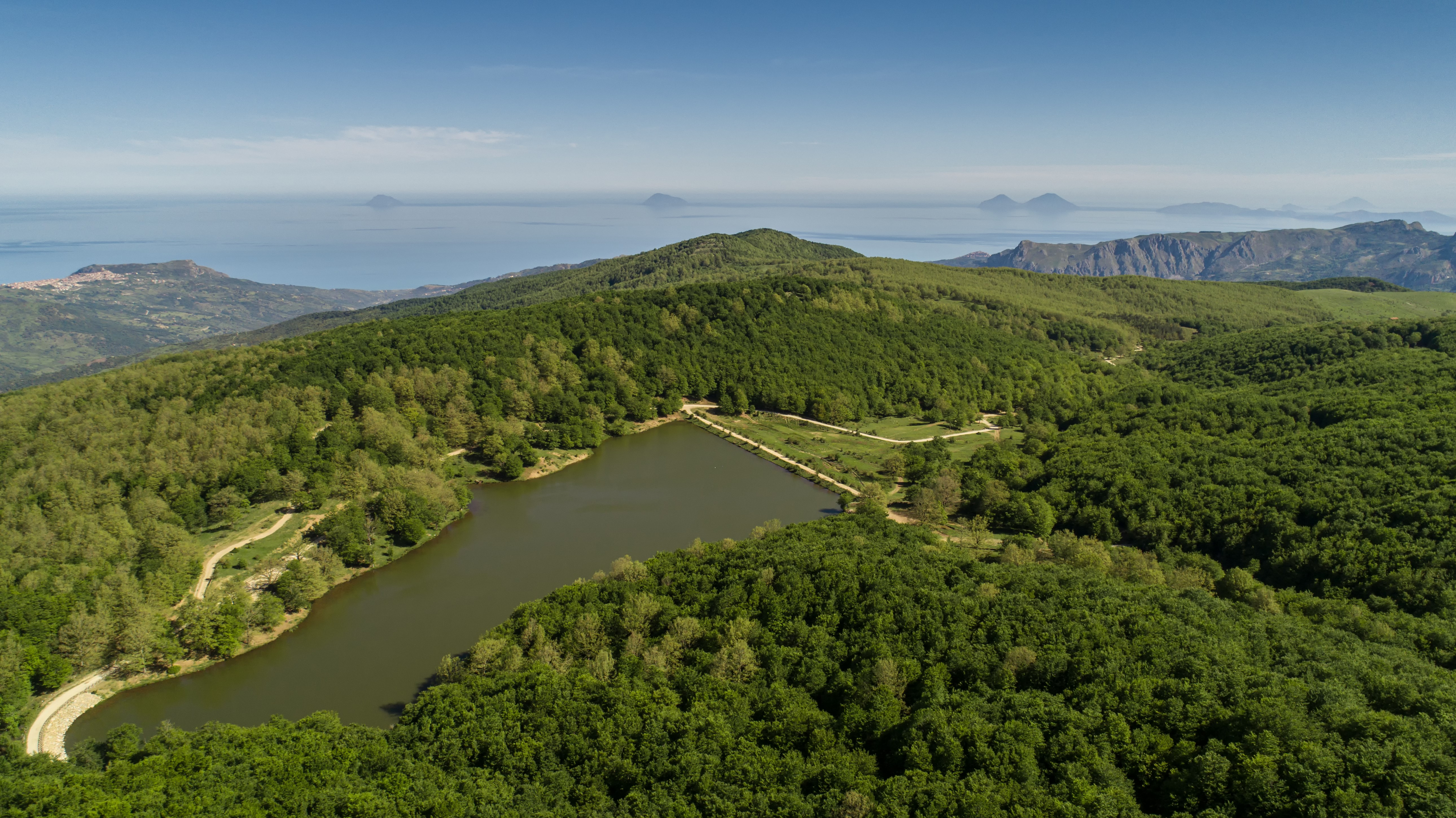
Il lago Maulazzo in uno scatto aereo (drone). Sullo sfondo è possibile vedere l'arcipelago delle isole Eolie e, sulla destra, le Rocche del Crasto

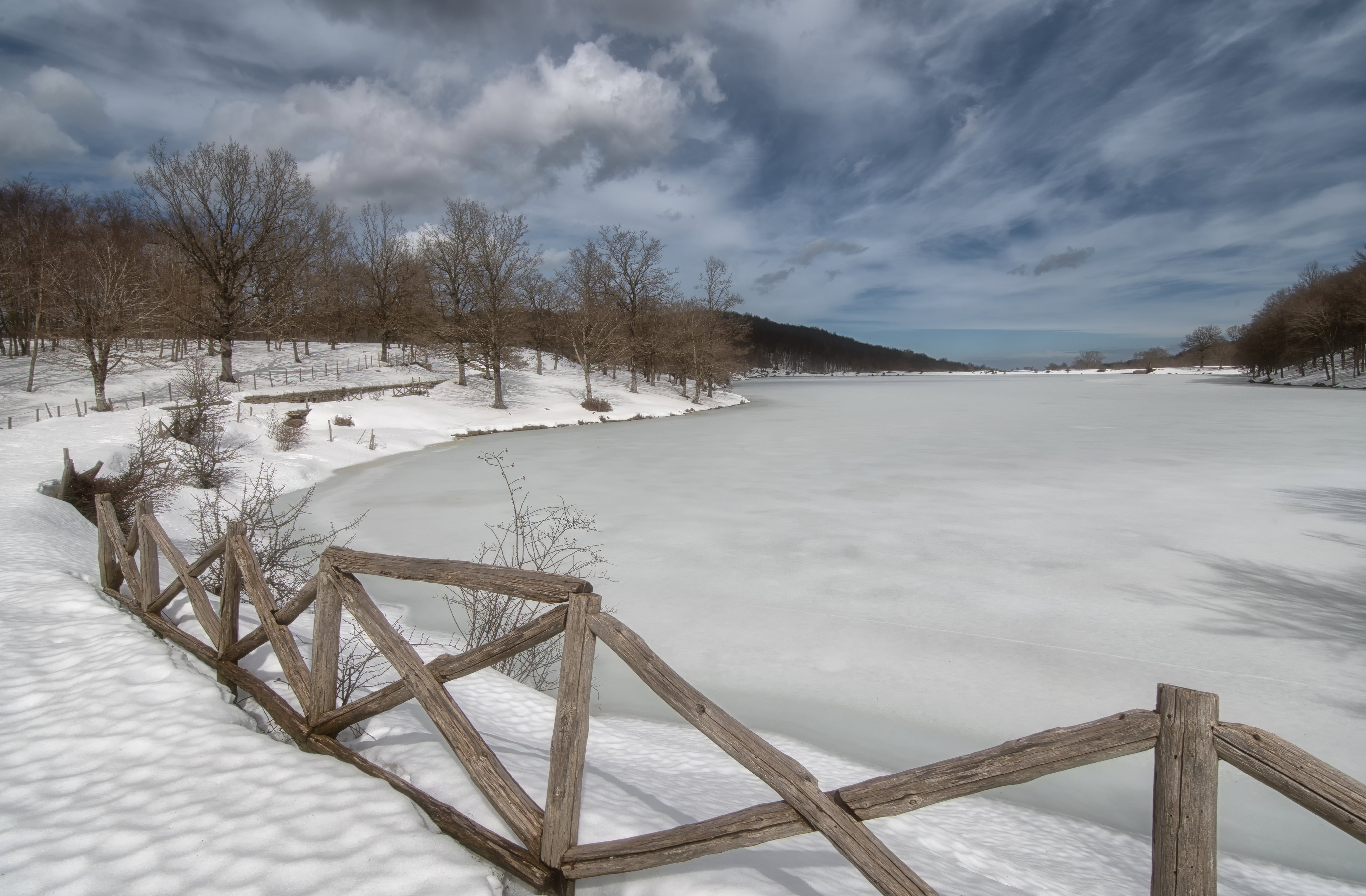